# Haba Jatún

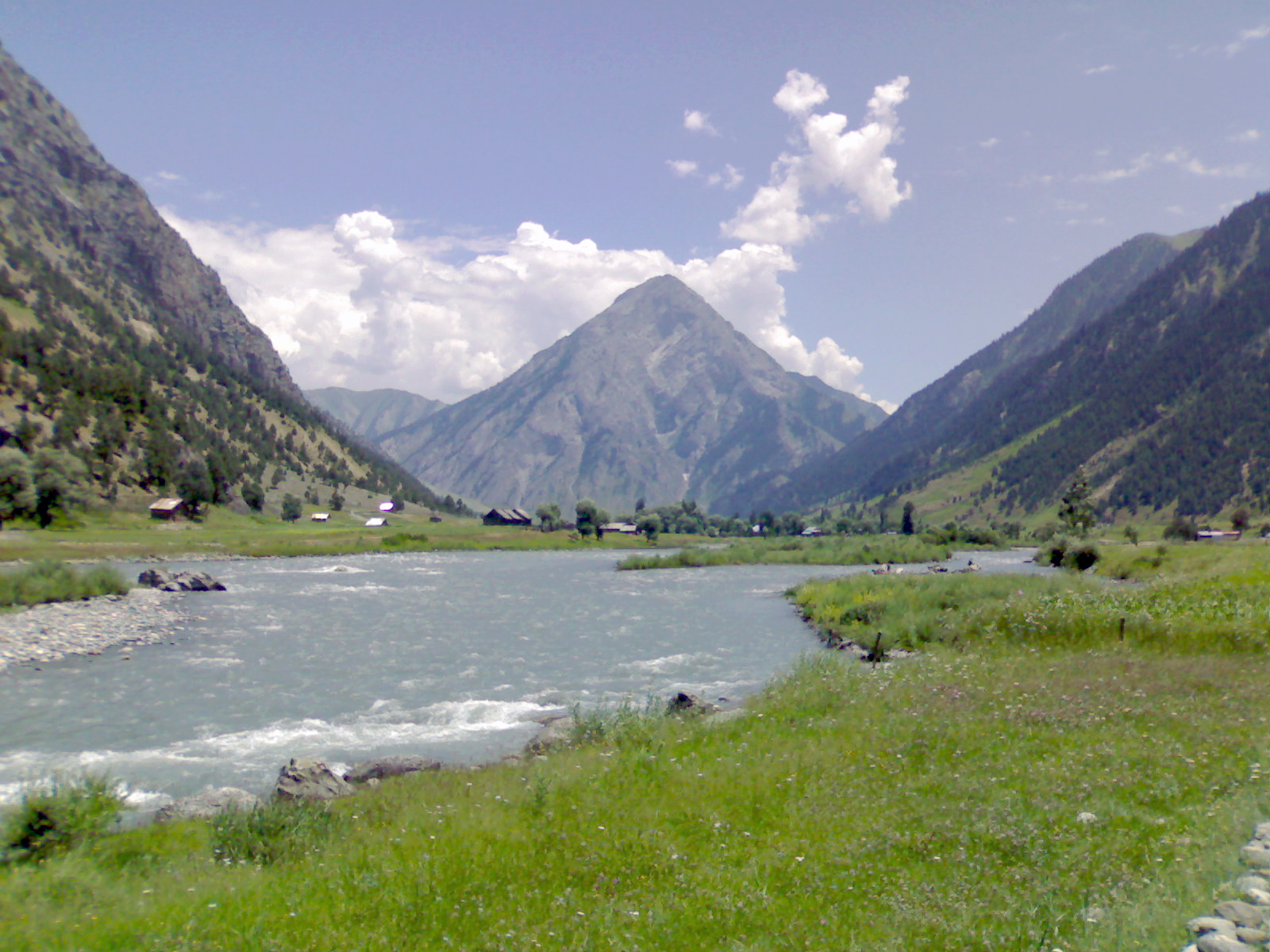
Montaña con su nombre

Haba Jatún (alias Ruiseñor de Cachemira, Zooni...; Sempora, hoy en Jammu y Cachemira, 1554–1609) fue una poetisa y asceta india. Estaba casada con el gobernador Yusuf Shah Chak

## Historia
Pese a ser aldeana, no era analfabeta. Su padre la casó con un campesino, pero por dificultades, se divorciaron. A Yusuf lo conoció en una de sus cacerías cuando la oyó cantar a la sombra de un plátano, según reza la leyenda.
Tras su boda, Yusuf fue apresado por el emperador mogol Akbar en 1579 y al no volver a verlo, Haba decidió vivir como asceta en las montañas cantando sus canciones.